# The International
The Internacional (prt: The International - A Organização; bra: Trama Internacional) é um filme teuto-britano-estadunidense de 2009, dos géneros suspense, drama e espionagem, dirigido por Tony Tykwer, com roteiro de Eric Warren Singer.

## Sinopse
O enredo gira em torno da trajectória do agente da Interpol Louis Sallinger, na caça a um banqueiro suspeito de lavagem de dinheiro, narcotráfico, tráfico de armas e terrorismo. Quem o vai auxiliar nesta demanda é a promotora de justiça de Manhattan, Eleanor Whitman.

## Elenco
| Actor               | Personagem               |
| ------------------- | ------------------------ |
| Clive Owen          | Louis Sallinger          |
| Naomi Watts         | Eleanor Whitman          |
| Armin Mueller-Stahl |                          |
| Brían F. O'Byrne    |                          |
| Remy Auberjonois    | Sam Purvitz              |
| Patrick Baladi      | Douglas White            |
| Luca Calvani        | Enzo Calvani             |
| Alessandro Fabrizi  | Alberto Cerutti          |
| Lars Joermann       | Rechtsanwalt             |
| Ty Jones            | Eli Cassel               |
| Jack McGee          | Detetive Bernie Ward     |
| Lucian Msamati      | General Charles Koroma   |
| James Rebhorn       | Arnie Goodwin            |
| Fabrice Scott       | Nicholai Yeshinski       |
| Victor Slezak       | Capitão Martell          |
| Felix Solis         | Detective Ornelas        |
| Nilaja Sun          | Detective Gloria Hubbard |